# J.B. Schepelern
Jens Bergendahl Schepelern (28. september 1801 i Fredericia – 17. september 1864) var en dansk officer, bror til C.A. og Frederik Schepelern.
Han var søn af premierløjtnant, senere kaptajn Ancher Anthoni Schor Schepelern (1762-1822) og Mariane Fridericia Levin (adopteret Bergendahl, 1773-1850). 
Han blev kadet 1812, sekondløjtnant i Holstenske Infanteriregiment 1819, premierløjtnant 1830, forsat til 3. jydske Infanteriregiment 1835 og blev kaptajn af 2. grad i 2. Bataljon 1842. Schepelern deltog med hæder i Treårskrigen, blev Ridder af Dannebrog 13. september 1848, major og kommandør i 1. Forstærkningsjægerkorps 1849 og Dannebrogsmand 9. september 1849. Han blev oberstløjtnant og kommandør for 17. Bataljon 1855 og fik sin afsked fra Hæren i 1857. Han var ugift.